# Pedagogiek in Praktijk
Pedagogiek in Praktijk (of kortweg PiP) is een tweemaandelijks verschijnend Nederlands tijdschrift dat praktijkgerichte informatie biedt over opvoeding en onderwijs.
Op toegankelijke wijze houdt het tijdschrift professionele opvoeders, leerkrachten en geïnteresseerde ouders op de hoogte van wetenschappelijk onderzoek en nieuws uit de pedagogische werkvelden. Pedagogiek in Praktijk is daarnaast een platform voor discussie over pedagogische vraagstukken. Sinds juni 2001 vervult Bas Levering, emeritus-lector algemene pedagogiek aan de Fontys Hogeschool, de functie van hoofdredacteur.
Pedagogiek in Praktijk wordt uitgegeven door uitgeverij SWP.